# 水祥云
水祥云（1906年11月16日—1988年12月6日），字力平，浙江鄞县人。
水祥云早年毕业于中国公学法律系、防空学校防空研究班第十二期、中央训练团党政班第六期。后历任上海邮务工会常委、上海市总工会执行委员兼秘书长、全国邮务总工会理事、中国劳动协会理事。抗日战争期间，曾创建中国工人抗敌总会，后又任中国劳动协会常务理事兼书记长、全国邮务总工会常委、重庆市临时参议会参议员。抗战后，赴上海任上海市总工会理事长、上海市参议员。1948年，被选为第一届国民大会代表。同年出任全国总工会秘书长。
赴台后，历任自由中国劳工同盟常务理事兼秘书长、行政院设计委员、交通部设计委员、全国总工会常务理事兼秘书长、邮务工会全国联合会理事长，国民党中央党部劳工运动研究委员、光复大陆设计研究委员会委员等。